# James Tate

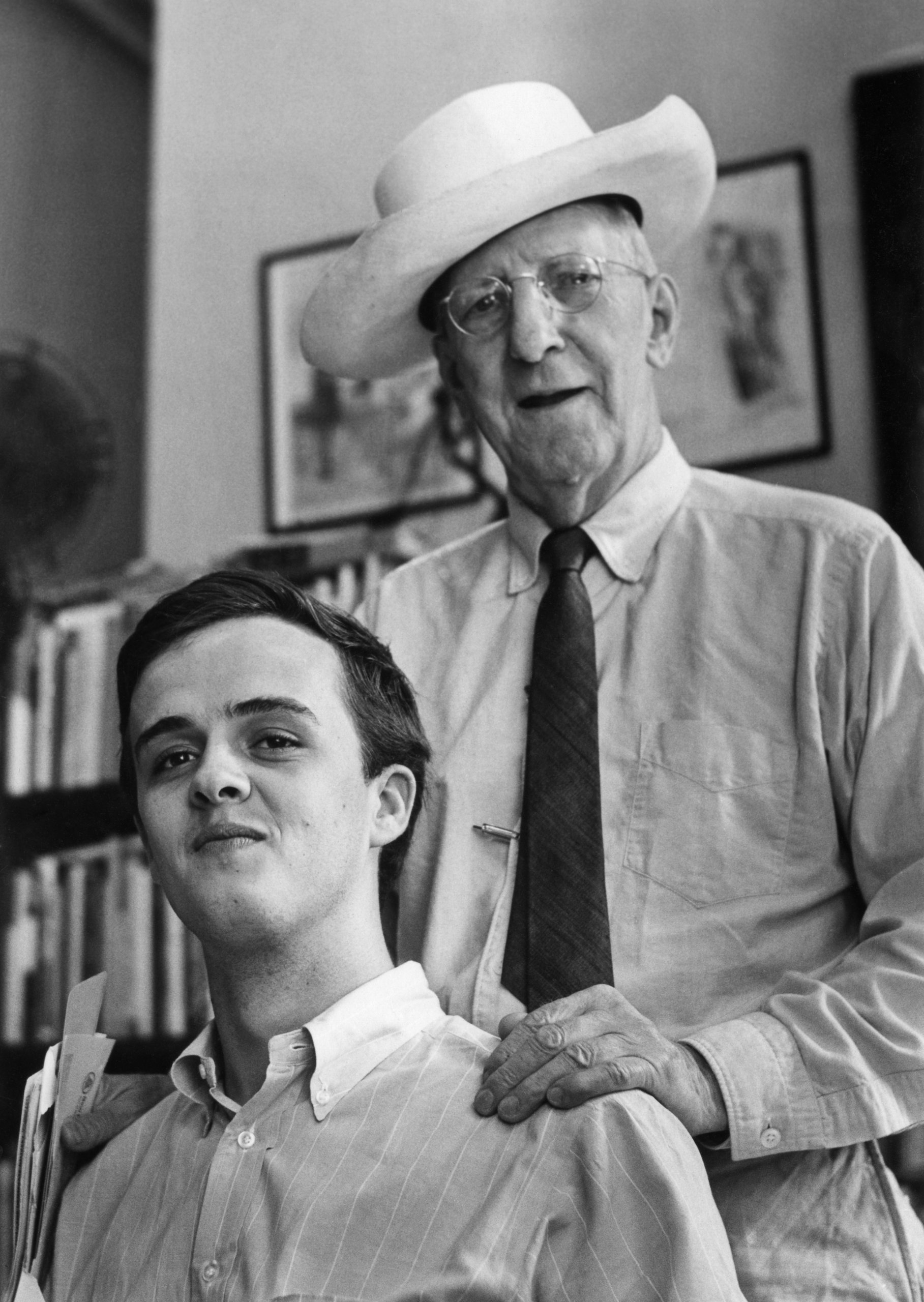
Tate (links) met de eigenaar van de Grolier Bookshop, jaren zestig.

James Vincent Tate (Kansas City, 8 december 1943 - Springfield, 8 juli 2015) was een Amerikaans dichter en schrijver. In 1992 kreeg hij de Pulitzerprijs voor poëzie en in 1994 de National Book Award, beide keren in de categorie poëzie.

## Leven en werk
Tate groeide op als een halve wees nadat het toestel van zijn vader, een piloot, in 1944 tijdens de Tweede Wereldoorlog boven Duitsland werd neergehaald. Zijn moeder hertrouwde toen hij zeven was. Naar eigen zeggen wilde hij altijd tankstationbediende worden, net als zijn oom, maar omdat al zijn vrienden tot zijn verrassing gingen studeren besloot hij dat ook maar te doen. In 1967 behaalde hij een Master of Fine Arts aan de Universiteit van Iowa. In datzelfde jaar debuteerde hij ook als dichter met zijn bundel The Lost Pilot, met het verlies van zijn vader als centraal thema.
Tate's poëzie is vaak absurdistisch en surrealistisch, vaak op het komische af. Hij werd, zeker in zijn vroege werk, geïnspireerd door de Franse symbolisten uit het begin van de twintigste eeuw, waaronder Max Jacob, Robert Desnos en André Breton. De figuren waarover hij schrijft hebben meestal moeite hun plekje in het leven te vinden en doen de vreemdste pogingen om betekenis te geven aan hun bestaan. Later in zijn carrière schreef hij voornamelijk gedichten in proza. Regelmatig bracht hij in eigen beheer ook zogenaamde "chapbooks" uit, een soort ongepolijste bundeltjes, in beperkte oplage.
Vanaf 1971 doceerde Tate creatief schrijven aan de University of Massachusetts Amherst. Op diverse andere universiteiten gaf hij gastcolleges. Zijn werk werd meermaals onderscheiden, onder andere met de Pulitzerprijs en in 1994 de National Book Award, beide keren in de categorie poëzie. Hij was lid van de Poetry Society of America. In juli 2015 overleed hij op 71-jarige leeftijd.

## Fragment
After her husband died, Zita decided to get the face-lift she had always wanted. Half-way through the operation her blood pressure started to drop, and they had to stop.When Zita tried to fasten her seat-belt for her sad drive home, she threw-out her shoulder. Back at the hospital the doctor examined her and found cancer run rampant throughout her shoulder and arm and elsewhere. Radiation followed. And, now, Zita just sits there in her beauty parlor, bald, crying and crying.
My mother tells me all this on the phone, and I say: Mother, who is Zita?
And my mother says, I am Zita. All my life I have been Zita, bald and crying. And you, my son, who should have known me best, thought I was nothing but your mother.
But, Mother, I say, I am dying. . .
(Uit: Distance from Loved Ones)

#### "Chapbooks"
- The Zoo Club (Rain Taxi, 2011)
- Lost River (Sarabande Books, 2003)
- Police Story (Rain Taxi, 1999)
- Just Shades (Parallel Editions, 1985)
- Land of Little Sticks (Metacom Press, 1981)
- Apology for Eating Geoffrey Movius’ Hyacinth (Unicorn Press, 1972)
- Amnesia People (Little Balkans Press, 1970)
- Wrong Songs (H. Ferguson, 1970)
- Shepherds of the Mist (Black Sparrow Press, 1969)
- The Torches (Unicorn Press, 1968)

#### Proza
- Dreams of a Robot Dancing Bee: 44 Stories (Verse Press, 2002)
- The Route as Briefed (University of Michigan Press, 1999)
- Hottentot Ossuary (Temple Bar Bookshop, 1974)

#### Samenwerkingen
- Lucky Darryl (Release Press, 1977, roman, geschreven met Bill Knott
- Are You Ready, Mary Baker Eddy??? (Cloud Marauder Press, 1970, gedichten, geschreven met Bill Knott)